# Kachnice černohlavá
Kachnice černohlavá (Heteronetta atricapilla) nebo také kachnice kukaččí je druh kachny z monotypického rodu Heteronetta. Obývá stojaté vody porostlé skřípinou v Jižní Americe (Brazílie, Uruguay, Argentina, Paraguay a Chile). Druh popsal německý ornitolog Blasius Merrem.
Dosahuje délky 35–40 cm a hmotnosti 430–720 g (samice jsou větší). Je hnědě zbarvená, samec má černou hlavu a červený kořen zobáku.
Kachnice černohlavá je jediným hnízdním parazitem mezi vrubozobými. Obvyklými hostiteli jsou zrzohlávka peposaka, lyska žlutočelá a racek patagonský. Mláďata se líhnou po třech týdnech a jsou brzy nezávislá na pěstounech.
Živí se vodními rostlinami, měkkýši a hmyzem. Za potravou se potápí. Žije nejčastěji v párech, jen v období migrace vytváří hejna, v nichž bývá až čtyřicet ptáků.
Patří mezi málo dotčené taxony.